# Route nationale 39
La route nationale 39 (RN 39 o N 39) è stata una strada nazionale che partiva da Le Touquet-Paris-Plage e terminava ad Arras. Non esiste più dopo i declassamenti degli anni settanta.

## Percorso
In origine il punto di partenza era a Tremblois-lès-Rocroi, in località Le Piquet. Passava per Hirson ed arrivava a Cambrai. Fino a qui fu sostituita dalla N43, poi declassata a D8043, D1043 e D643. Prosegue oggi come D939 a raggiungere Arras, cioè la città dove cominciava tra gli anni settanta ed il 2006, quando fu declassato anche il troncone seguente. Oltrepassati Saint-Pol-sur-Ternoise ed Hesdin, terminava a Montreuil fino agli anni settanta; in seguito, fino al 2006, ebbe un tratto aggiuntivo fino a Le Touquet-Paris-Plage.